# Вебер, Фридрих Дионис
Фридрих Дионис Вебер, также известный как Бедржих Дивиш Вебер  (чеш. Bedřich Diviš Weber, нем. Friedrich Dionys Weber; 9 октября 1766, Велихов — 25 декабря 1842, Прага, Земли Чешской короны) — чешский композитор и музыкальный педагог.

## Биография
Изучал в Праге философию и право, затем учился музыке у Георга Йозефа Фоглера. Был знаком с Моцартом, оказавшим сильное влияние на собственное творчество Вебера; написал биографию жены Моцарта Констанцы, широко обращался к музыке Моцарта в своей преподавательской деятельности. Автор оперы «Король духов» (нем. König der Genien; 1800), кантаты «Избавление чехов» (нем. Bohmens Errettung; 1797), зингшпилей «Ярмарка невест» (нем. Der Mädchenmarkt), «Возвращённая жемчужина» (нем. Die wiedergefundene Perle) и др., а также ряда камерных и оркестровых сочинений, особенно для духовых инструментов (Вариации для трубы с оркестром до сих пор встречаются в репертуаре).
Вебер стал одним из основоположников Пражской консерватории и с 1811 года до самой смерти возглавлял её, преподавая композицию. Учениками Вебера были Игнац Мошелес, Франтишек Тадеаш Блатт, Карл Мария Боклет, Йозеф Дессауэр, Йозеф Чапек и др. Вкусы Вебера были консервативны, он резко не одобрял сочинения Бетховена и своего однофамильца Карла Вебера; сообщается, однако, что Вебер одобрительно отнёсся к сочинениям молодого Рихарда Вагнера. Веберу принадлежат учебники «Теоретический и практический курс гармонии и генерал-баса» (нем. Theoretisch-praktisches Lehrbuch der Harmonie und des Generalbasses; 1830—1834, в 4 выпусках) и др.